# Marian Danciu
Marian Danciu (Târgu Cărbunești, 24 aprile 2002) è un calciatore rumeno, attaccante dell'UTA Arad.

## Carriera

### Club
Cresciuto prima nelle giovanili del Pandurii e poi dell'U Craiova, esordisce in prima squadra il 20 maggio 2022 nella vittoria per 4-1 in casa contro il Farul Costanza.

### Nazionale
Ha giocato nella nazionale rumena Under-21.

## Statistiche

### Presenze e reti nei club
Statistiche aggiornate al 24 maggio 2025.
| Stagione         | Squadra          | Campionato       | Campionato | Campionato | Coppe nazionali | Coppe nazionali | Coppe nazionali | Coppe continentali | Coppe continentali | Coppe continentali | Altre coppe | Altre coppe | Altre coppe | Totale | Totale |
| Stagione         | Squadra          | Comp             | Pres       | Reti       | Comp            | Pres            | Reti            | Comp               | Pres               | Retin              | Comp        | Pres        | Reti        | Pres   | Reti   |
| ---------------- | ---------------- | ---------------- | ---------- | ---------- | --------------- | --------------- | --------------- | ------------------ | ------------------ | ------------------ | ----------- | ----------- | ----------- | ------ | ------ |
| 2020-2021        | U Craiova        | L1               | 0          | 0          | CR              | 0               | 0               | -                  | -                  | -                  | -           | -           | -           | 0      | 0      |
| 2021-2022        | U Craiova        | L1               | 1          | 0          | CR              | 0               | 0               | -                  | -                  | -                  | -           | -           | -           | 1      | 0      |
| 2022-gen. 2023   | U Craiova        | L1               | 2          | 0          | CR              | 1               | 0               | -                  | -                  | -                  | -           | -           | -           | 3      | 0      |
| feb.-giu. 2023   | Slatina          | L2               | 2+2        | 0          | CR              | 0               | 0               | -                  | -                  | -                  | -           | -           | -           | 4      | 0      |
| 2023-2024        | U Craiova        | L1               | 32+1       | 2          | CR              | 2               | 0               | -                  | -                  | -                  | -           | -           | -           | 35     | 2      |
| 2024-gen. 2025   | U Craiova        | L1               | 1          | 0          | CR              | 0               | 0               | -                  | -                  | -                  | -           | -           | -           | 1      | 0      |
| Totale U Craiova | Totale U Craiova | Totale U Craiova | 36+1       | 2          |                 | 3               | 0               |                    | -                  | -                  |             | -           | -           | 40     | 2      |
| gen.-giu. 2025   | UTA Arad         | L1               | 13         | 0          | CR              | 0               | 0               | -                  | -                  | -                  | -           | -           | -           | 13     | 0      |
| 2025-2026        | UTA Arad         | L1               | -          | -          | CR              | -               | -               | -                  | -                  | -                  | -           | -           | -           | -      | -      |
| Totale carriera  | Totale carriera  | Totale carriera  | 54         | 2          |                 | 3               | 0               |                    | -                  | -                  |             | -           | -           | 57     | 2      |